# Bamberger Konferenz
Die Bamberger Konferenz war eine auf Einladung des damaligen bayerischen Außenministers Ludwig von der Pfordten von den deutschen Mittelstaaten, dem sog. Dritten Deutschland in Bamberg abgehaltene Konferenz am 25. Mai 1854.
Österreich und Preußen hatten sich am 20. April 1854 zu einer gemeinsamen Haltung in der Orientalischen Frage verständigt und waren im Krimkrieg ein Schutz- und Trutzbündnis eingegangen. Auf der Konferenz beschlossen die Teilnehmer den Beitritt zu diesem Bündnis.